# Scott King (Eishockeyspieler, 1977)
Scott King (* 21. Januar 1977 in Saskatoon, Saskatchewan) ist ein ehemaliger kanadischer Eishockeyspieler, der den Großteil seiner Karriere in Deutschland verbrachte. In der Deutschen Eishockey Liga (DEL) spielte er für die Iserlohn Roosters, Krefeld Pinguine, Augsburger Panther, Nürnberg Ice Tigers, Adler Mannheim und Hannover Scorpions. Seit dem Ende seiner Spielerkarriere im Jahr 2015 ist er Trainer bei den Moose Jaw Warriors in der Western Hockey League (WHL).

## Karriere
Scott King begann seine Karriere 1995 beim Team der Boston University im Spielbetrieb der US-amerikanischen Collegesportorganisation NCAA. In der darauf folgenden Saison 1996/97 erreichte er bei den Kelowna Rockets in der WHL schon 97 Scorerpunkte in 68 Partien der Hauptrunde. Die Spielzeit 1997/98 absolvierte der Center fast ausschließlich bei den New Orleans Brass in der East Coast Hockey League, die letzten drei Saisonspiele wurde er allerdings in den Kader der Fredericton Canadiens aus der American Hockey League berufen. Beim Farmteam der Montreal Canadiens blieb King das komplette nächste Jahr, zur Saison 1999/00 ging der Kanadier schließlich gleich für drei verschiedene Clubs in drei verschiedenen Ligen auf das Eis: die Mississippi Sea Wolves aus der ECHL, die Springfield Falcons aus der AHL sowie die Milwaukee Admirals aus der IHL.
Die nächste Spielzeit bei den Charlotte Checkers war Kings vorerst letzte in Nordamerika, denn der EC Bad Tölz aus der 2. Eishockey-Bundesliga verpflichtete ihn. Durch 73 Punkte in 52 Spielen wurden die Klubs der DEL auf den Rechtsschützen aufmerksam, der daraufhin einen Vertrag bei den Iserlohn Roosters unterzeichnete. In seinen zwei Jahren bei den Sauerländern war der Angreifer Topscorer des Teams und wechselte anschließend zu den Krefeld Pinguinen ab. Nach wiederum nur einer Saison wurde der Kanadier von den Augsburger Panther verpflichtet, bei denen er sich trotz des 12. Platzes in der Endtabelle auf den dritten Platz der DEL-Scorerwertung verbesserte und mit knapp 19 Prozent die beste Schuss-Effizienz aller Spieler der Liga erreichte. Ab der Saison 2006/07 stand Scott King bei den Nürnberg Ice Tigers unter Vertrag und wechselte zur Saison 2009/10 zu den Adler Mannheim. Im Juli 2011 wurde er von den Hannover Scorpions verpflichtet und mit einem Kontrakt für die Spielzeit 2011/12 ausgestattet. Am 16. Oktober 2011 bestritt King seine 500. DEL-Partie und erzielte in seinem Jubiläumsspiel den Siegtreffer für die Hannover Scorpions im Penaltyschießen. Für die Saison 2012/13 wurde sein Vertrag bei den Niedersachsen um ein weiteres Jahr verlängert. Zwischen Oktober 2013 und dem Saisonende 2014/15 stand King bei den Lausitzer Füchsen unter Vertrag.
Anschließend beendete er seine Spielerkarriere und schloss sich den Moose Jaw Warriors aus der Western Hockey League. Nach einem Jahr als Skills-Trainer wurde er zum Assistenztrainer befördert. Seit 2023 ist er Associate Coach.

## Erfolge und Auszeichnungen
| - 2001 Teilnahme am ECHL All-Star Game - 2001 ECHL Leading Scorer - 2001 ECHL Most Valuable Player - 2001 ECHL Second All-Star Team - 2004 Teilnahme am DEL All-Star Game | - 2006 Teilnahme am DEL All-Star Game - 2007 Teilnahme am DEL All-Star Game - 2008 Teilnahme am DEL All-Star Game - 2008 Beste Plus/Minus-Bilanz der DEL-Hauptrunde - 2009 Teilnahme am DEL All-Star Game |

## Karrierestatistik
(Legende zur Spielerstatistik: Sp oder GP = absolvierte Spiele; T oder G = erzielte Tore; V oder A = erzielte Assists; Pkt oder Pts = erzielte Scorerpunkte; SM oder PIM = erhaltene Strafminuten; +/− = Plus/Minus-Bilanz; PP = erzielte Überzahltore; SH = erzielte Unterzahltore; GW = erzielte Siegtore; 1 Play-downs/Relegation; Kursiv: Statistik nicht vollständig)

## Familie
Sein Vater Dave King ist ein ehemaliger Cheftrainer in der National Hockey League und der kanadischen Nationalmannschaft.